# Anta de Pendilhe
A Anta de Pendilhe, ou Casa da Moira, Orca de Pendilhe ou Orca da Moira, é um dolmen localizado na freguesia de Pendilhe, no município de Vila Nova de Paiva, Distrito de Viseu.
Este dólmen é um monumento megalítico que terá sido edificado por volta do final do quarto milénio a.C. ou início do terceiro milénio a.C..
Foi classificado como Imóvel de Interesse Público, pelo decreto nº 5/2002, DR 42, de 19 de Fevereiro de 2002.

## Constituição do monumento
- Câmara funerária - constituída por nove esteios, formando uma planta poligonal, que é coberta por uma lage granítica.
- Corredor - formado por diversos esteios, atingindo um comprimento de cerca de quatro metros. Dos esteios existentes, só dois são originais.